# Миклош Пок
Миклош Пок (венг. Pok nembeli Miklós; ок. 1245 — после 19 августа 1319) — крупный венгерский магнат на рубеже XIII и XIV веков. Главный виночерпий (1273, 1274), глава стюардов (1274—1275), воевода Трансильвании (1277, 1315—1316). Он был в числе так называемых олигархов, которые де-факто самостоятельно управляли своим доминионом в эпоху феодальной анархии. Он также был предком знатного рода Меггьези, поэтому в более поздних грамотах его также называли Миклошем Меггьези.

## Семья
Представитель венгерского дома Пок, который происходил из комитата Дьёр. Он принадлежал из так называемой линии из Морихиды, которая построила премонстратский монастырь в 1251 году в Морихиде. Эта ветвь была основана Морисом I, дедом Миклоша, который служил королю Андрашу II в качестве его мастера стюардов с 1233 по 1235 год. Его единственным известным сыном был Морис II, отец Миклоша, который занимал несколько должностей (прежде всего должность казначея) при дворе короля Белы IV по крайней мере до 1269 года. Он женился на дочери Доминика I Ратота (она умерла до 1267 года), от брака с которой родился Миклош около 1245 года. У него было три младших брата, Морис III, Иштван I и Доминик, которые упоминались только один раз в 1280 году, когда они были отлучены от церкви из-за «тиранического поведения».
Миклош впервые упоминается в источниках в 1270 году. Согласно источникам, он женился дважды. Его первой женой была Елизавета, дочь Моиса (II) Дарои, палатина Венгрии (1270—1272). Она умерла до 1280 года. У них было, по меньшей мере, три сына: Морис IV, ишпан графства Дьер с 1337 по 1338 год, Иштван II, ишпан графства Марамарош (1326—1327), и магистр Миклош II. Сыном Мориса был Симон Меггьеси, бан Хорватии, таким образом, Миклош был также предком влиятельной семьи Меггьези. После смерти Елизаветы он во второй раз женился на Екатерине, дочери Андраша из рода Каплон. Она пережила своего мужа и умерла где-то после 1331 года.
Широко распространенной академической точкой зрения является то, что жена палатина Моиса II (теща Миклоша II) имела семейные отношения с династией Арпадов, королевским домом Венгрии, через королеву Елизавету Куманскую, таким образом, Миклош Пок также был частью далекого родства Арпадов. Кроме того, другая дочь Палатина Моиса была помолвлена с Генрихом II Кёсеги.

## Жизнь

### Политическая карьера при Арпадах
После вступления Иштвана V на королевский престол в 1270 году началась карьера Миклоша Пока. В предыдущие десятилетия между Белой IV и его сыном герцогом Иштваном, который позже получил титул младшего короля, происходили ожесточенные бои за престол. Хотя Морис II Пок ранее получил замок Фюлек (сегодня — Филяково, Словакия) от Белы IV в 1246 году за его храбрость в битве при Мохи во время монгольского нашествия, однако позже он передал замок герцогу Иштвану в 1262 году, который открыто восстал против своего отца. Это привело к тому, что в конце правления Белы IV Морис II не смог получить должности, став ишпаном комитата Баранья только в 1266 году, когда отец и сын утвердили мир в монастыре Пресвятой Богородицы на острове Маргит.
Миклош Пок получил во владение пять деревень от Иштвана V в 1270 году за возможные прежние военные достижения во время гражданской войны. Через брак он стал поселился в комитате Сатмар к тому времени, после чего его жизнь и карьера связана с Трансильванией. Однако Иштван V внезапно заболел и скончался в августе 1272 года, после того как бан Иоахим Гуткелед похитил десятилетнего сына и наследника Иштвана, Ладислава, и заключил его в тюрьму в замке Копривница. В это время появились две соперничающие баронские группы (сторонники младшего Ладислава и бывшие сторонники покойного Белы IV, вернувшегося в Венгрию после смерти Иштвана), в то время как королевская власть была фатально ослаблена.
Соперничество между двумя баронскими группировками характеризовало последующие годы. По мнению историка Балинта Хомана, произошло двенадцать «смен правительства» в первые пять лет правления короля Ласло IV. Миклош Пок был назначен главным виночерпием в 1273 году, однако вскоре ему пришлось уступить позицию Лоуренсу, сын воеводы Лаврентия, который принадлежал к партии Кёсеги-Гуткелед. После этого, когда король Чехии Пржемысл Оттокар II вторгся в Венгрию и захватил многие крепости, Миклош Пок участвовал в осаде Надьсомбата (ныне Трнава, Словакия). В 1274 году он был вновь назначен главным виночерпием, кроме того, он также служил в качестве ишпана графств Берег, Кеве, Крассе и, возможно, комитата Угоча. Для участия в походе Ласло IV подарил ему Хегимагас в комитате Зала. После битвы при Февени, где был убит Генрих I Кесеги, лидер баронской группы Кесеги-Гуткелед, члены баронской группы Чак выдвинулись на первый план при дворе. С 1274 по 1275 год Миклош II исполнял обязанности главы стюардов и ишпана комитата Мошон. Согласно неаутентичному уставу, он также занимал эту должность в 1278 году. В 1275 году Иоахим Гуткелед и сыновья Кесеги (Янош, Генрих II, Миклош I и Петер) провели успешную контратаку, и Миклош Пок, среди прочих, потерял свои позиции при королевском дворе.
Миклош Пок и его братья участвовали в военной экспедиции Петера I Чака против епархии Веспрема (где Петер Кесеги служил епископом) в марте 1276 года, где их войска разрушили, сожгли и разграбили Веспрем, сокровищницу собора и его часовню университет, которая никогда не была восстановлен. Согласно ряду данных, что Миклош Пок продолжал грабить задунайские епархии в последующие годы, в то время как он также вторгся в Тапольцу в комитате Зала около 1278 года. Епископ Петер Кёсеги отлучил от церкви Миклоша Пока в 1280 году, но для этого не было никаких последствий.
В 1277 году, в течение короткого времени, Миклош Пок занимал должности воеводы Трансильвании и ишпана комитата Сольнок. В соответствии с ложным дипломом, он занимал эти должности уже в 1276 году. Сохранилась и его воеводская печать. По словам Тамаша Кадара, Миклош Пок служил воеводой до 1278 года, когда его сменил Финта Аба. В последующие два десятилетия Миклош II не занимал никаких политических должностей. Это был период, когда независимые домены укреплялись и постепенно отдалялись от королевской власти.

### Создание собственного домена
В этих хаотических условиях Миклош Пок, помимо прочего, также мог установить свое господство независимо от короля. Миклош II начал расширять свое влияние на территории, которые окружали его владения и замки (например, Самосуйвар). Вероятно, он также построил замок Сомле. Миклош Пок стал бесспорным правителем в Северо-Западной Трансильвании на протяжении десятилетий, которая позже в основном была частью так называемого Парциума с XVI века. Хотя Миклош Пок был одним из «олигархов» в Королевстве Венгрия, страдающей от анархии, гражданских войн и фрагментации, он не так печально известен, как Матуш Чак, Амадей Аба или Ладислав Кан. Кроме того, клан Пок также имел земельные владения в графствах Дьёр, Ноград, Гёмер, Красна и Колож. Они также владели замком Сиглигет, который был единственным каменным замком рода до 1290 года. Вероятно, Миклош Пок захватил укрепления произвольно, без разрешения короля.
26 сентября 1280 года Моис II написал своё завещание, завещав свои трансильванские владения Золун и Медиаш (ныне Медиаш, Румыния) своей дочери, жене Миклоша II Пока. Вслед за этим вся семья переехала из Прансданубии в Медиаш, который стал резиденцией Миклоша и столицей его домена. Между тем Миклош II овдовел и впоследствии женился на Екатерине Каплон, представительнице местного дворянства, которая была намного моложе его, так как еще была жива в 1331 году.
Его имя было упомянуто в следующий раз 7 августа 1299 года, во время правления Андраша III, когда он был назначен королем как ишпан графства Угоча. Он занимал этот пост до 1303 года , кроме того, он также был ишпаном графства Марамарос в течение по меньшей мере двадцати лет, между 1299 и 1319 годами.

### Во время междуцарствия
Когда король Венгрии Андраш III внезапно скончался в январе 1301 года, между принцем Карлом Анжуйским и принцем Вацлавом Чешским вспыхнула война за престол, которую поддерживал его отец, Вацлав II, король Чехии. За это время претенденты пытались убедить олигархов поддержать их. Положение Миклоша неизвестно в начальный период, он не поддержал чешского принца. Он посвятил себя Карлу только в октябре 1307 года, когда сторонники принца Анжуйского уже заняли Буду в июне 1307 года . Миклош Пок принял участие на сейме в Ракоше, где венгерские дворяне и прелаты официально признали Карла своим королем.
По свидетельству историков Дьюлы Кристо и Яноша Карачоньи, Миклош II Пок сражался в битве при Розгановцах 15 июня 1312 года, где был разгромлен и уничтожен клан Аба. 8 июля 1312 года он был членом королевского совета, который собрался в Шарошпатаке, бывшем центре клана Аба. Согласно королевской грамоте, Миклош II переехал в Буду к 1 августа 1313 года, где вместе с палатинским Яковом Боршой и казначеем Домиником II Ратотом участвовал от имени короля в суде над королевским судьей Яношем Чаком, который предал короля Карла и стал сторонником его дальнего родственника Матуша III Чака. Два года спустя Миклош Чак был назначен воеводой Трансильвании в июле 1315 года королем Карлом . Он также стал ишпаном графства Сольнок.
Трансильвания управлялась де-факто независимо Ладиславом III Каном с 1295 года. Он скончался или в 1314, или в 1315 году, однако род Кан имел много сторонников в этом регионе, и сын покойного олигарха Ладислав IV Кан также объявил себя воеводой, поэтому Николай Пок не смог занять его должность . Он пересек северную границу провинции в Залэу (ныне Залэу, Румыния), потому что Моис II Акош, союзник клана Борша, восстал против Карла. Сыновья Кана также присоединились к этому восстанию. Миклош добрался до Коложвара (сегодня Клуж-Напока, Румыния) в середине ноября 1315 года, однако, следующие кампании потерпели неудачу против Моиса Акоша в графстве Колож.
После поражения Миклош Пок вынужден был покинуть Трансильванию и лишен должности воеводы королем Карлом I. После по меньшей мере однолетней вакансии он был заменен опытным военачальником Дожей Дебрецени, который успешно сражался против клана Кан и Моиса Акоша и позже также стал палатином Венгрии. Миклош Пок удалился из политики и переехал в свое имение в Северном Тисантуле. В последний раз он был упомянут живым в дипломе, выданном судьей королевским Лампертом Германом 19 августа 1319 года.